# Juri Wassiljewitsch Malyschew
Juri Wassiljewitsch Malyschew (russisch Юрий Васильевич Малышев, wiss. Transliteration Jurij Vasil'evič Malyšev; * 27. August 1941 in Nikolajewsk, Oblast Stalingrad, Russische SFSR; † 8. November 1999 in Swjosdny Gorodok, Oblast Moskau, Russland) war ein sowjetischer Kosmonaut.

## Ausbildung
Nachdem Juri Malyschew von 1949 bis 1957 die Oberschule Nr. 24 in Taganrog, Oblast Rostow, Russische SFSR besuchte, trat er den sowjetischen Luftstreitkräften bei. 1963 schloss Malyschew seine Ausbildung an der Luftwaffenhochschule in Tschugujew, Oblast Charkow, Ukrainische SSR ab. Das Juri-Gagarin-Kosmonautentrainingszentrum wählte den Piloten am 7. Mai 1967 als Raumfahrer aus. Seine Grundausbildung für Kosmonauten OKP, die er im Mai 1967 begann, schloss Malyschew am 18. August 1969 ab. Er besuchte die Militärakademie der Luftstreitkräfte „J. A. Gagarin“ in Monino, die er 1977 erfolgreich abschloss.

## Kosmonautentätigkeit

### Saljut 6 EP-6
Als Kommandant der sechsten Gastmannschaft von Saljut 6 erprobte er 1980 mit Sojus T-2 diese Weiterentwicklung des Sojus-Raumschiffs.

### Saljut7 EP-1
Malyschew war als Kommandant für die Mission Saljut 7 EP-1 vorgesehen, die mit dem Raumschiff Sojus T-6 die erste Besuchsmannschaft zur neuen Raumstation Saljut 7 bringen sollte. Mit Jean-Loup Chrétien gehörte erstmals ein westeuropäischer Kosmonaut zur Mannschaft. Aufgrund von Herzproblemen wurde Malyschew aus der Mannschaft genommen und durch Wladimir Dschanibekow ersetzt.

### Saljut 7 EP-3
1984 flog er mit Sojus T-11 zur Raumstation Saljut 7, von deren dritten Gastmannschaft er Kommandant war. Die Rückkehr zur Erde erfolgte mit Sojus T-10.

## Nachfolgende Tätigkeit und Privates
Nachdem er am 2. Juli 1988 aus dem Kosmonautencorps ausgeschieden war, wurde Malyschew kurz danach stellvertretender Leiter der Hauptabteilung des Kosmonautentrainingszentrums. Schließlich wurde Juri Malyschew zum Oberst der Reserve der russischen Luftstreitkräfte befördert. Er starb am 8. November 1999 im Sternenstädtchen bei Moskau.
Malyschew war verheiratet und hatte zwei Kinder.

## Auszeichnungen
Juri Malyschew erhielt folgende Auszeichnungen und Orden:
- Zweimal Held der Sowjetunion (1980, 1984)
- Fliegerkosmonaut der UdSSR (1980)
- Zweimal Leninorden (1980, 1984)
- Ashoka Chakra Orden der Republik Indien (1984)